# C'era una volta casa
C'era una volta casa (Home Town) è un docu-reality statunitense, in onda dal 2016 su HGTV e trasmesso in Italia dalla versione italiana della rete.

## Format
La trasmissione segue l'attività di Ben ed Erin Napier nelle ristrutturazioni di abitazioni nel quartiere storico di Laurel in Mississippi.

## Episodi
| Stagione         | Puntate | Prima TV Usa | Prima TV Italia |
| ---------------- | ------- | ------------ | --------------- |
| Prima stagione   | 11      | 2016-2017    | 2021            |
| Seconda stagione | 10      | 2018         | 2021            |
| Terza stagione   | 13      | 2019         | 2021            |
| Quarta stagione  | 15      | 2020         | Inedita         |
| Quinta stagione  | 15      | 2021         | Inedita         |

### Stagione 1
| nº | Titolo                        | Prima TV USA | Prima TV Italia |
| -- | ----------------------------- | ------------ | --------------- |
| 1  | Nuova casa, nuovo portico     | 2016         | 2021            |
| 2  | Una nuova grandissima casa    | 2017         | 2021            |
| 3  | Abitazione spaziosa           | 2017         | 2021            |
| 4  | Un nuovo cottage              | 2017         | 2021            |
| 5  | Casa per militari             | 2017         | 2021            |
| 6  | Casa da sogno                 | 2017         | 2021            |
| 7  | Casa con porticato            | 2017         | 2021            |
| 8  | Casa con pergolato            | 2017         | 2021            |
| 9  | Oasi privata                  | 2017         | 2021            |
| 10 | Casa in stile francese        | 2017         | 2021            |
| 11 | Casa per divertirsi e con spa | 2017         | 2021            |

### Stagione 2
| nº | Titolo                             | Prima TV USA | Prima TV Italia |
| -- | ---------------------------------- | ------------ | --------------- |
| 1  | Casa per sposini                   | 2018         | 2021            |
| 2  | Casa con grande cucina             | 2018         | 2021            |
| 3  | Un rifugio in città                | 2018         | 2021            |
| 4  | Ristrutturare un portico           | 2018         | 2021            |
| 5  | Cottage creolo                     | 2018         | 2021            |
| 6  | Piccolo budget, grandi cambiamenti | 2018         | 2021            |
| 7  | Nuovo ristorante con giardino      | 2018         | 2021            |
| 8  | Casa con studio                    | 2018         | 2021            |
| 9  | Una fattoria moderna               | 2018         | 2021            |
| 10 | Casa per ritrovarsi                | 2018         | 2021            |

### Stagione 3
| nº | Titolo                     | Prima TV USA | Prima TV Italia |
| -- | -------------------------- | ------------ | --------------- |
| 1  | Casa in Mississippi        | 2019         | 2021            |
| 2  | Casa/studio                | 2019         | 2021            |
| 3  | Una casa più grande        | 2019         | 2021            |
| 4  | Casa per un perfetto relax | 2019         | 2021            |
| 5  | Una casa è per sempre      | 2019         | 2021            |
| 6  | La casa dei sogni          | 2019         | 2021            |
| 7  | Casa dolce casa            | 2019         | 2021            |
| 8  | Luogo familiare            | 2019         | 2021            |
| 9  | Stile millenial            | 2019         | 2021            |
| 10 | Lasciare il nido           | 2019         | 2021            |
| 11 | Il trasloco                | 2019         | 2021            |
| 12 | Budget ridotto             | 2019         | 2021            |
| 13 | Mettere radici             | 2019         | 2021            |

## Spin-off
- Il 13 novembre 2019 è stato annunciato uno spin-off intitolato Home Town Takeover che è stato trasmesso nel 2021 negli USA[2].
- Il 3 dicembre 2020 è stato annunciato uno spin-off intitolato Home town: Ben's Workshop che è stato trasmesso in anteprima il 4 gennaio 2021 su Discovery+ negli USA[3].

## Doppiatori
Il doppiaggio italiano della serie è affidato a:
- Ben: Francesco Rizzi (st: 1-3)
- Erin: Chiara Francese (st: 1-3)